# 月球環形山列表 (G-K)
这是月球环形山列表的一部份，此表列举出英文名称以字母G,H,I,J 及 K 开头的环形山。
| A B C D E F G H I J K L M N O P Q R S T U V W X Y Z |

## G
| 拉丁名称       | 中文名称        | 直径       | 名称由来 |
| -------------- | --------------- | ---------- | --- |
| G. Bond        | 乔·邦德         | 19.05公里  | 乔治·菲利普斯·邦德（George Phillips Bond,1826–1865），美国天文学家。 |
| Gadomski       | 加多姆斯基      | 65.66公里  | 扬·加多姆斯基（Jan Gadomski,1889–1966），波兰天文学家。 |
| Gagarin        | 加加林          | 261.83公里 | 尤里·阿列克谢耶维奇·加加林（Yuri Alekseyevich Gagarin,1934–1968），苏联宇航员，人类第一个进入太空的人。                                                                     |
| Galen          | 盖仑            | 9.18公里   | 盖伦（Galen,大约公元129年-200年)古希腊的医学家及哲学家。 |
| Galilaei       | 伽利略          | 15.99公里  | 伽利略·伽利莱（Galileo Galilei,1564–1642），意大利物理学家、数学家、天文学家及哲学家，科学革命中的重要人物。                                                                |
| Galle          | 伽勒            | 20.96公里  | 约翰·戈特弗里德·加勒（Johann Gottfried Galle,1812–1910），德国天文学家，海王星发现者。                                                                                      |
| Galois         | 伽罗瓦          | 231.97公里 | 埃瓦里斯特·伽罗瓦（Évariste Galois,1811–1832），法国著名的数学家。 |
| Galvani        | 伽伐尼          | 76.83公里  | 路易吉·伽伐尼（Luigi Galvani,1737–1798），意大利医生、物理学家与哲学家，现代产科学先驱。                                                                                    |
| Gambart        | 冈巴尔          | 24.68公里  | 让-费利克斯·阿道夫·冈巴尔（Jean Félix Adolphe Gambart,1800–1836），法国天文学家。                                                                                           |
| Gamow          | 伽莫夫          | 113.92公里 | 乔治·伽莫夫（George Gamow,1904–1968），俄裔美籍理论物理学家、宇宙学家、科普作家，早期勒梅特大爆炸论创立者。                                                                 |
| Ganskiy        | 甘斯基          | 42.11公里  | 阿列克谢·帕夫洛维奇·甘斯基（Aleksey Pavlovich Ganskiy,1870–1908），俄罗斯天文学家、测量师和地球物理学家。                                                                   |
| Ganswindt      | 甘斯文特        | 77.52公里  | 赫尔曼·甘斯文特（Hermann Ganswindt,1856–1934），德国发明家和火箭研究先驱。                                                                                                  |
| Garavito       | 加拉维托        | 81.05公里  | 胡利奥·加拉维托·阿梅罗（Julio Garavito Armero,1865–1920），哥伦比亚天文学家。                                                                                               |
| Gardner        | 加德纳          | 17.62公里  | 欧文·克利夫顿·加德纳(Irvine Clifton Gardner,1889–1972），美国物理学家。 |
| Gärtner        | 格特纳          | 101.79公里 | 克里斯蒂安·格特纳（Christian Gärtner,大约1750年-1813年），德国望远镜制造商和天文学家。                                                                                      |
| Gassendi       | 伽桑狄          | 111.39公里 | 皮埃尔·伽桑狄（Pierre Gassendi,1592–1655），法国科学家、数学家和哲学家。 |
| Gaston         | 加斯顿          | 2.02公里   | 法语男性名“加斯东”（Gaston） |
| Gaudibert      | 戈迪贝尔        | 33.14公里  | 卡西米尔·马里·戈迪贝尔（Casimir Marie Gaudibert,1823–1901），法国业余天文学家和月面学家。                                                                                   |
| Gauricus       | 加夫里库斯      | 79.64公里  | 卢卡·高里科（Luca Gaurico,1476–1558），意大利天文和数学家。 |
| Gauss          | 高斯            | 170.72公里 | 卡尔·弗里德里希·高斯 (Carl Friedrich Gauß，1777–1855），德国数学家、天文学家、大地测量学家、物理学家                                                                        |
| Gavrilov       | 加夫里洛夫      | 61.62公里  | 亚历山大·伊万诺维奇·加夫里洛夫（Aleksandr Ivanovich Gavrilov,1884–1955），苏联火箭工程师。                                                                                  |
| Gavrilov       | 加夫里洛夫      | 61.62公里  | 伊戈尔·弗拉基米罗维奇·加夫里洛夫（Igor Vladimirovich Gavrilov,1928–1982），苏联天文学家。                                                                                   |
| Gay-Lussac     | 盖-吕萨克       | 25.4公里   | 约瑟夫·路易·盖-吕萨克（Joseph-Louis Gay-Lussac,1778–1850），法国化学家和物理学家。                                                                                          |
| Geber          | 基伯            | 44.68公里  | 贾比尔·伊本·艾夫拉赫（Jabir ibn Aflah,1100–1150），塞维利亚的穆斯林天文学家和数学家。                                                                                       |
| Geiger         | 盖革            | 36.63公里  | 漢斯·蓋革（Hans Geiger,1882–1945），德国物理学家家。 |
| Geissler       | 盖斯勒          | 17.39公里  | 海因里希·盖斯勒（Heinrich Geissler,1814–1879），德国物理学家，发明了盖斯勒管。                                                                                              |
| Geminus        | 杰米纽斯        | 81.98公里  | 杰米纽斯（Geminus,未知-大约公元前70年），希腊天文学家和数学家。 |
| Gemma Frisius  | 杰马·弗里西斯   | 88.54公里  | 杰马·弗里西斯（Gemma Frisius,1508–1555），文艺复兴时期荷兰探险家。 |
| Gena           | 吉纳            | 0.2公里    | 俄语男性名“根纳季”（Геннадий）的昵称“根纳”（Гена）。 |
| Gerard         | 杰勒德          | 98.78公里  | 亚历山大·杰勒德（Alexander Gerard,1792–1839），苏格兰牧师、学术和哲学作家。                                                                                                 |
| Gerasimovich   | 格拉西莫维奇    | 90.19公里  | 鲍里斯·彼得罗维奇·格拉西莫维奇（Boris Petrovich Gerasimovich,1889–1937），俄罗斯/苏联时期的天文学家和天体物理学家。                                                         |
| Gernsback      | 根斯巴克        | 47.2公里   | 雨果·根斯巴克（Hugo Gernsback，1884–1967），卢森堡裔美国发明家、作家、杂志出版商。                                                                                          |
| Gibbs          | 吉布斯          | 78.76公里  | 乔赛亚·威拉德·吉布斯（Josiah Willard Gibbs,1839–1903），美国物理化学家、数学物理学家。                                                                                      |
| Gilbert        | 吉尔伯特        | 100.25公里 | 格罗夫·卡尔·吉尔伯特（Grove Karl Gilbert,1843–1918），美国地质学家。 |
| Gilbert        | 吉尔伯特        | 100.25公里 | 威廉·吉尔伯特（William Gilbert,1544–1603），英国伊丽莎白女王的御医、英国皇家科学院物理学家。                                                                                |
| Gill           | 吉尔            | 63.9公里   | 戴维·吉尔（David Gill,1843–1914），苏格兰天文学家。 |
| Ginzel         | 金泽尔          | 63.9公里   | 弗里德里希·卡尔·金策尔（Friedrich Karl Ginzel,1850–1926），奥地利天文学家。                                                                                                 |
| Gioja          | 焦亚            | 42.47公里  | 弗拉维奥·焦亚（Flavio Gioja,活跃于1302年），意大利水手和发明家。 |
| Giordano Bruno | 焦尔达诺·布鲁诺 | 22.13公里  | 焦尔达诺·布鲁诺（Giordano Bruno,1548–1600），文艺复兴时期的意大利哲学家、数学家、天文学家。                                                                                 |
| Glaisher       | 格莱舍          | 15.92公里  | 詹姆斯·格莱舍（James Glaisher,1809–1903），英国气象学家。 |
| Glauber        | 格劳勃          | 15.24公里  | 约翰·鲁道夫·格劳贝尔（Johann Rudolf Glauber,大约1603年-1670年），德国与荷兰的炼金术士、化学家，以及药剂师。                                                                 |
| Glazenap       | 格拉泽纳普      | 38.96公里  | 谢尔盖·帕夫洛维奇·格拉泽纳普（Sergey Pavlovich Glazenap,1848–1937），苏联天文学家，苏联科学院的名誉院士、社会主义劳动英雄。                                                 |
| Glushko        | 格鲁什科        | 40.1公里   | 瓦连京·彼得罗维奇·格鲁什科(Valentin Petrovitch Glushko,1908–1989），苏联火箭发动机设计师、工程师。                                                                          |
| Goclenius      | 郭克兰纽        | 73.04公里  | 小鲁道夫·戈克伦纽斯（Rudolf Goclenius,Jr.,1572–1621），德国医生，马尔堡菲利普斯大学的物理、医学和数学教授。                                                                 |
| Goddard        | 戈达德          | 93.18公里  | 罗伯特·哈钦斯·戈达德（Robert Hutchings Goddard,1882–1945），美国教授、物理学家和发明家，液体火箭的发明者。                                                                  |
| Godin          | 戈丁            | 34.25公里  | 路易斯·戈丹（Louis Godin,1704–1760），法国天文学家和法国科学院的成员。 |
| Goldschmidt    | 戈尔德施米特    | 115.26公里 | 赫尔曼·戈尔德施密特（Hermann Goldschmidt,1802–1866），德国天文学家、画家。                                                                                                  |
| Golgi          | 高尔基          | 5.58公里   | 卡米洛·高尔基（Camillo Golgi,1843–1926），意大利医师与科学家，高尔基体的发现者。                                                                                            |
| Golitsyn       | 戈利岑          | 35.47公里  | 鲍里斯·鲍里索维奇·戈利岑（Boris Borisovich Golitsyn,1862–1916），俄罗斯著名物理学家。                                                                                       |
| Golovin        | 戈洛文          | 37.86公里  | 尼古拉斯·伊拉斯谟·戈洛文（Nicholas Erasmus Golovin,1912–1969），美国火箭科学家。                                                                                            |
| Goodacre       | 古达克          | 44.09公里  | 沃尔特·古达克（Walter Goodacre,1856–1938），英国商人和业余天文学家，英国天文协会月球部第二任主任。 1910年他发表了手绘月球地图，1931年又出版了更大的带有月面特征描述的图书。 |
| Gore           | 戈尔            | 9.41公里   | 约翰·埃拉德·戈尔（John Ellard Gore,1845–1910），爱尔兰业余天文学家和多产的作家，英国天文协会的创始成员之一。                                                                |
| Gould          | 古尔德          | 32.99公里  | 本杰明·阿普索普·古尔德（Benjamin Apthorp Gould,1824–1896），美国天文学家。                                                                                                  |
| Grace          | 格蕾丝          | 1.49公里   | 英语女性名“格蕾丝”（Grace） |
| Grachev        | 格拉乔夫        | 34.98公里  | 安德烈·德米特里耶维奇·格拉乔夫（Andrej Dmitrievich Grachev,1900–1964），前苏联火箭工程师。                                                                                  |
| Graff          | 格拉夫          | 36.16公里  | 卡西米尔·格拉夫（Kasimir Graff,1878–1950），德国天文学家。 |
| Grave          | 格雷夫          | 36.95公里  | 德米特里·亚历山德罗维奇·格拉维（Dmitry Aleksandrovich Grave,1863–1939），俄罗斯/乌克兰的数学家。                                                                            |
| Grave          | 格雷夫          | 36.95公里  | 伊万·普拉托诺维奇·格拉维（Ivan Platonovich Grave,1874–1960），苏联火炮领域科学家、技术科学博士，无烟火药火箭发明者。                                                        |
| Greaves        | 格里夫斯        | 14.27公里  | 威廉·迈克尔·赫伯特·格里夫斯（William Michael Herbert Greaves,1897–1955），英国天文学家。                                                                                    |
| Green          | 格林            | 68.28公里  | 乔治·格林（George Green,1793–1841），英国数学家。 |
| Gregory        | 格里高利        | 63.9公里   | 詹姆斯·格雷果里（James Gregory,1638–1675），苏格兰数学家、天文学家。 |
| Grigg          | 格里格          | 36.72公里  | 约翰·格里格（John Grigg,1838–1920），新西兰天文学家。 |
| Grimaldi       | 格里马尔迪      | 173.49公里 | 弗朗切斯科·马里亚·格里马尔迪（Francesco Maria Grimaldi,1618–1663），意大利物理学家，发现光的衍射现象。                                                                      |
| Grignard       | 格林尼亚        | 12.95公里  | 维克多·格林尼亚（Victor Grignard,1871–1935），法国化学家，诺贝尔化学奖得主。                                                                                                |
| Grissom        | 格里索姆        | 59.82公里  | 维吉尔·格里森（Virgil Grissom,1926–1967），美国宇航员，死于阿波罗1号例行测试火灾事故中。                                                                                    |
| Grotrian       | 格罗特里安      | 36.78公里  | 沃爾特·格羅特里安（Walter Grotrian,1890–1954），德国天文和天体物理学家。 |
| Grove          | 格罗夫          | 28.55公里  | 威廉·罗伯特·格罗夫爵士（Sir William Robert Grove,1811–1896），威尔士法官和物理科学家。                                                                                      |
| Gruemberger    | 格林伯格        | 91.5公里   | 克里斯托夫·格林贝格尔（Christoph Grienberger,1561–1636），奥地利耶稣会的天文学家。                                                                                          |
| Gruithuisen    | 格罗特胡森      | 14.98公里  | 弗朗茨·冯·格罗特胡森（Franz von Gruithuisen,1774–1852），巴伐利亚医生和天文学家。                                                                                           |
| Guericke       | 居里克          | 60.75公里  | 奥托·冯·居里克（Otto von Guericke,1602–1686），德国物理学家、政治家。 |
| Guillaume      | 纪尧姆          | 56.75公里  | 夏尔·纪尧姆（Charles Guillaume,1861–1938），瑞士物理学家。 |
| Gullstrand     | 古尔斯特兰德    | 45.05公里  | 阿尔瓦·古尔斯特兰德（Allvar Gullstrand,1862–1930），瑞典眼科医师，1911年因对眼睛的光学研究而获诺贝尔生理学与医学奖。                                                        |
| Gum            | 古姆            | 54.55公里  | 科林·斯坦利·古姆（Colin Stanley Gum,1924–1960），澳大利亚天文学家，发现了古姆星云。                                                                                         |
| Gutenberg      | 谷登堡          | 70.65公里  | 约翰内斯·谷登堡（Johann Gutenberg,大约公元1398年-1468年），第一位发明活字印刷术的欧洲人。                                                                                   |
| Guthnick       | 古特尼克        | 37.03公里  | 保罗·古特尼克（Paul Guthnick,1879–1947），德国天文学家。 |
| Guyot          | 盖奥特          | 98.28公里  | 阿诺德·亨利·几岳（Arnold Henry Guyot,1807–1884），瑞士裔美国地质学和地理学家。                                                                                              |
| Gyldén         | 尔登            | 48.15公里  | 胡戈·于尔登（Hugo Gyldén,1841–1896），芬兰瑞典族天文学家。 |

## H
| 拉丁名称     | 中文名称     | 直径       | 名称由来 |
| ------------ | ------------ | ---------- | --- |
| H. G. Wells  | 赫·乔·威尔斯 | 108.9公里  | 赫伯特·乔治·威尔斯（H. G. Wells, 1866–1946），英国著名小说家，新闻记者、政治家、社会学家和历史学家。                                                                                 |
| Haber        | 哈伯         | 56.79公里  | 弗里茨·哈伯（Fritz Haber,1868–1934），德国化学家，因开发合成氨而荣获1918年度诺贝尔化学奖。                                                                                           |
| Hagecius     | 哈格休斯     | 79.55公里  | 塔德阿什·哈耶克（Tadeáš Hájek,1525–1600），波希米亚天文学家。 |
| Hagen        | 哈根         | 57.52公里  | 约翰·格奥尔格·哈根（Johann Georg Hagen,1847–1930），奥地利耶稣会教士和天文学家。 |
| Hahn         | 哈恩         | 87.49公里  | 弗里德里希·冯·哈恩（Friedrich von Hahn,1741–1805），德国哲学家和天文学家。 |
| Hahn         | 哈恩         | 87.49公里  | 奥托·哈恩（Otto Hahn,1879–1968），德国放射化学家和物理学家，在1944年获诺贝尔化学奖。                                                                                                 |
| Haidinger    | 海丁格       | 21.33公里  | 威廉·卡尔·冯·海丁格尔（Wilhelm Karl von Haidinger,1795–1871），奥地利物理学家。 |
| Hainzel      | 海因泽尔     | 70.56公里  | 保罗·海因泽尔（Paul Hainzel,活跃于1570年），德国天文学家和德国奥格斯堡市市长。 |
| Haldane      | 霍尔丹       | 40.26公里  | 约翰·伯顿·桑德森·霍尔丹（John Burdon Sanderson Haldane,1892–1964），英国遗传学家和进化生物学家。                                                                                     |
| Hale         | 黑尔         | 84.42公里  | 乔治·埃勒里·海耳（George Ellery Hale,1868–1938），美国著名天文学家。 |
| Hale         | 黑尔         | 84.42公里  | 威廉·黑尔（William Hale,1797–1870），英国发明家和火箭先驱。 |
| Hall         | 霍尔         | 31.77公里  | 阿萨夫·霍尔（Asaph Hall,1829–1907），美国天文学家，发现了火星的两颗卫星。 |
| Halley       | 哈雷         | 34.59公里  | 爱德蒙·哈雷（Edmond Halley,1656–1742），英国天文学家、地理学家、数学家、气象学家和物理学家。                                                                                         |
| Hamilton     | 汉密尔顿     | 57.45公里  | 威廉·罗恩·哈密顿（William Rowan Hamilton,1805–1865），爱尔兰数学家、物理学家及天文学家。                                                                                             |
| Hanno        | 汉诺         | 59.54公里  | 航海家汉诺（Hanno the Navigator,大约公元前500年），迦太基探险家。 |
| Hansen       | 汉森         | 41.18公里  | 彼得·安德烈亚斯·汉森（Peter Andreas Hansen,1795–1874），德国天文学家。 |
| Hansteen     | 汉斯廷       | 44.99公里  | 克里斯托弗·汉斯廷（Christopher Hansteen,1784–1873），挪威地球物理学家、天文学家和物理学家。                                                                                          |
| Harden       | 哈登         | 14.98公里  | 阿瑟·哈登（Arthur Harden,1865–1940），英国生物化学家、皇家学会院士。 |
| Harding      | 哈丁         | 22.57公里  | 卡尔·路德维希·哈丁（Karl Ludwig Harding,1765–1834），德国天文学家，婚神星的发现者。                                                                                                  |
| Haret        | 哈雷特       | 29.77公里  | 斯皮鲁·哈雷特（Spiru Haret,1851–1912），亚美尼亚裔罗马尼亚数学家，天文学家和政治家。                                                                                                 |
| Hargreaves   | 哈格里夫斯   | 18公里     | 弗雷德里克·詹姆斯·哈格里夫斯（Frederick James Hargreaves,1891–1970），英国天文学家和验光师。                                                                                         |
| Harkhebi     | 哈尔赫比     | 337.14公里 | 哈尔克比（Harkhebi,大约公元前300年），生活在埃及托勒密王朝统治时期的天文学家。 |
| Harlan       | 哈伦         | 63.45公里  | 哈伦·詹姆斯·史密斯（Harlan James Smith,1924–1991），美国天文学家，天文普及教育的热情支持者，开发了《宇宙的故事》等一系列教育影片。他也是国际合作的支持者，尤其是中国，他曾去过几次。 |
| Harold       | 哈罗德       | 1.43公里   | 斯堪的纳维亚男性名“哈罗德”（Harold） |
| Harpalus     | 哈尔帕卢斯   | 39.77公里  | 哈尔帕洛斯（Harpalus,未知-大约公元前460年），古希腊马其顿贵族之一。 |
| Harriot      | 哈里奥特     | 52.77公里  | 托马斯·哈里奥特（Thomas Harriot,1560–1621），英国的天文学家暨数学家、翻译家。 |
| Hartmann     | 哈特曼       | 63.29公里  | 约翰内斯·弗朗茨·哈特曼（Johannes Franz Hartmann,1865–1936），德国物理学家和天文学家。                                                                                                |
| Hartwig      | 哈特维希     | 78.46公里  | 恩斯特·哈特维希（Ernst Hartwig,1851–1923），德国天文学家。 |
| Harvey       | 哈维         | 59.98公里  | 威廉·哈维（William Harvey,1578–1657），英国医生，实验生理学的创始人之一。 |
| Hase         | 哈泽         | 82.08公里  | 约翰·马蒂亚斯·哈泽（Johann Matthias Hase,1684–1742），德国数学家，天文学家和制图学家。                                                                                               |
| Haskin       | 哈斯金       | 66.57公里  | 拉里·哈斯金（Larry Haskin,1934–2005），美國化學家、地球化學家。 |
| Hatanaka     | 畑中         | 30.15公里  | 畑中武夫（Hatanaka Takeo,1914–1963），日本射电天文学家。 |
| Hausen       | 豪森         | 163.24公里 | 克里斯蒂安·奥古斯特·豪森（Christian August Hausen,1693–1743），德国数学家。 |
| Haworth      | 霍沃思       | 51.42公里  | 沃尔特·诺曼·霍沃思爵士（Sir Walter Norman Haworth,1883–1950），英国化学家，1937年获诺贝尔化学奖。                                                                                    |
| Hayford      | 海福德       | 28.15公里  | 约翰·菲尔默尔·海福德（John Fillmore Hayford,1868–1925），美国大地测量学家。 |
| Hayn         | 海因         | 86.21公里  | 弗里德里希·海因（Friedrich Hayn,1863–1928），德国天文学家。 |
| Healy        | 希利         | 37.98公里  | 罗伊·希利（Roy Healy,1915–1968），美国火箭学会会员。 |
| Heaviside    | 亥维赛       | 164.46公里 | 奥利弗·亥维赛（Oliver Heaviside,1850–1925），英国物理学家。 |
| Hecataeus    | 赫卡泰奥斯   | 133.67公里 | 米利都的赫卡泰奥斯（Hecataeus of Miletus,未知-大约公元前476年），古希腊米利都的历史学家。                                                                                            |
| Hédervári    | 海代尔瓦里   | 74.14公里  | 海代尔瓦里·彼得（Hédervári Péter,1931–1984），匈牙利天文学家。 |
| Hedin        | 斯文赫定     | 157.38公里 | 斯文·赫定（Sven Hedin,1865–1952），瑞典地理学家、地形学家、探险家。 |
| Heinrich     | 海因里希     | 6.86公里   | 弗拉迪米尔·瓦茨拉夫·海因里赫（Vladimír Václav Heinrich,1884–1965)，捷克天文学家。 |
| Heinsius     | 海因修斯     | 64.87公里  | 戈特弗里德·海因修斯（Gottfried Heinsius,1709–1769），德国数学家，地理学家和天文学家。                                                                                                |
| Heis         | 海斯         | 13.69公里  | 爱德华·海斯（Eduard Heis,1806–1877），德国数学家和天文学家。 |
| Helberg      | 赫尔贝里     | 61.93公里  | 罗伯特·J·黑尔贝格（Robert J. Helberg,1906–1967），美国航空工程师。 |
| Helicon      | 赫利孔       | 23.74公里  | 基齐库斯的赫利孔（Helicon of Cyzicus,未知-大约公元前400年），古希腊天文学家暨数学家。                                                                                                |
| Hell         | 赫尔         | 33.31公里  | 黑尔·米克绍（Hell Miksa,1720–1792），匈牙利天文学家和匈牙利王国的任命耶稣会教士。 |
| Helmert      | 赫尔默特     | 26.72公里  | 弗里德里希·罗伯特·黑尔默特（Friedrich Robert Helmert,1843–1917），德国测地学家。 |
| Helmholtz    | 亥姆霍兹     | 110.16公里 | 赫尔曼·冯·亥姆霍兹（Hermann von Helmholtz,1821–1894），德国物理学家、医生。 |
| Henderson    | 亨德森       | 43.49公里  | 托马斯·亨德森（Thomas Henderson,1798–1844），苏格兰天文学家和数学家，首位测量半人马座阿尔法星距离的人。                                                                              |
| Hendrix      | 亨德里克斯   | 16.63公里  | 唐·亨德里克斯（Don Hendrix,1905–1961），美国配镜师，1958年成为戴维森光电股份有限公司董事会成员，他发明了一种改良的特怀曼-格林干涉仪(称为亨德里克斯干涉仪)。                          |
| Henry        | 亨利         | 39.06公里  | 约瑟夫·亨利（Joseph Henry,1797–1878），美国科学家，美国促进科学研究所创始成员之一，史密森尼学会首任会长。                                                                            |
| Henry Frères | 亨利兄弟     | 41.73公里  | 保罗·亨利和普罗斯珀·亨利（Paul Henry,1848–1905,Prosper Henry,1849–1903），两位法国光学设计师和天文学家。                                                                             |
| Henyey       | 亨涅伊       | 68.74公里  | 路易·乔治·亨涅伊（Louis George Henyey,1910–1970），美国天文学家。 |
| Heraclitus   | 赫拉克利特   | 85.74公里  | 赫拉克利特（Heraclitus,大约公元前540年-前480年），古希腊哲学家、爱非斯派的创始人。                                                                                                   |
| Hercules     | 赫拉克勒斯   | 68.32公里  | 赫拉克勒斯（Hercules），希腊神话最伟大的半神英雄，男性的杰出典范，伟大的赫拉克勒斯后裔祖先。                                                                                         |
| Herigonius   | 赫里戈留斯   | 14.86公里  | 皮埃尔·埃里戈纳（Pierre Hérigone,活跃在1644年），法国数学家和天文学家。 |
| Hermann      | 赫尔曼       | 15.92公里  | 雅各布·赫尔曼（Jakob Hermann,1678–1733），瑞士杰出的数学家暨机械师。 |
| Hermite      | 埃尔米特     | 108.64公里 | 夏尔·埃尔米特（Charles Hermite,1822–1901），法国数学家。 |
| Herodotus    | 希罗多德     | 35.87公里  | 希罗多德（Herodotus,大约公元前484年-408年），古希腊作家。 |
| Heron        | 希罗         | 28.1公里   | 希罗（Heron,未知-大约公元前100年），古希腊数学家。 |
| Herschel     | 赫歇尔       | 39.09公里  | 威廉·赫歇尔（William Herschel,1738–1822），英国天文学家及音乐家，被誉为“恒星天文学之父”。                                                                                            |
| Hertz        | 赫兹         | 82.94公里  | 海因里希·鲁道夫 赫兹（Heinrich Rudolf Hertz,1857–1894），德国物理学家。 |
| Hertzsprung  | 赫茨普龙     | 536.37公里 | 埃纳尔·赫茨普龙（Ejnar Hertzsprung,1873–1967），丹麦著名天文学家。 |
| Hesiodus     | 赫西俄德     | 43.24公里  | 赫西俄德（Hesiod,大约公元前735年），古希腊诗人。 |
| Hess         | 赫斯         | 90.44公里  | 维克托·弗朗茨·赫斯（Victor Franz Hess,1883–1964），奥地利裔美国物理学家，1936年诺贝尔物理学奖获得者。                                                                                |
| Hess         | 赫斯         | 90.44公里  | 哈里·哈蒙德·赫斯（Harry Hammond Hess,1906–1969），美国地质学家，提出了著名的海底扩张学说。                                                                                           |
| Hevelius     | 赫维留       | 113.87公里 | 约翰·赫维留（Johannes Hevelius,1611–1687），波兰天文学家。 |
| Hevesy       | 赫维西       | 49.99公里  | 乔治·德海韦西（George de Hevesy,1885–1966），匈牙利化学家，1943年获诺贝尔化学奖。 |
| Heymans      | 海曼斯       | 46.45公里  | 柯奈尔·让·弗朗索瓦·海门斯（Corneille Jean François Heymans,1892–1968），比利时医学家，1938年获诺贝尔生理学或医学奖。                                                                 |
| Heyrovsky    | 海罗夫斯基   | 16.66公里  | 雅罗斯拉夫·海罗夫斯基（Jaroslav Heyrovský,1890–1967），捷克化学家，布拉格大学教授。                                                                                                  |
| Hilbert      | 希尔伯特     | 173.24公里 | 大卫·希尔伯特（David Hilbert,1862–1943），德国数学家。 |
| Hildegard    | 希尔德加德   | 122公里    | 希尔德加德·冯·宾根（Hildegard von Bingen,1098–1179），中世纪德国女神学家、作曲家及作家，自然史研究奠基人。                                                                           |
| Hill         | 希尔         | 15.86公里  | 乔治·希尔（George William Hil,l1838–1914），美国天文学家、数学家。 |
| Hind         | 欣德         | 28.5公里   | 约翰·罗素·欣德（John Russell Hind,1823–1895），英国天文学家。 |
| Hinshelwood  | 欣谢尔伍德   | 13.35公里  | 西里尔·诺曼·欣谢尔伍德（Cyril Norman Hinshelwood,1897–1967），英国化学家，1956年与尼古拉·谢苗诺夫一起获得诺贝尔化学奖。                                                              |
| Hippalus     | 西帕路斯     | 57.36公里  | 希帕路斯（Hippalus,未知-大约公元120年），古希腊航海家。 |
| Hipparchus   | 喜帕恰斯     | 143.95公里 | 喜帕恰斯（Hipparchus,活跃于公元前140年），古希腊的天文学家，被称为“方位天文学之父”。                                                                                                 |
| Hippocrates  | 希波克拉底   | 59.24公里  | 希波克拉底（Hippocrates,大约公元前460年-前377年），古希腊伯里克利时代之医师，被尊称之为“医学之父”。                                                                                  |
| Hirayama     | 平山         | 145.21公里 | 平山清次（Hirayama Kiyotsugu,1874–1943），日本的天文学家，首倡小行星族的观念。 |
| Hirayama     | 平山         | 145.21公里 | 平山信（Hirayama Shin,1867–1945），日本首位发现小行星的天文学家，1900年发现了小行星498和小行星727。                                                                                  |
| Hoffmeister  | 霍夫梅斯特   | 44.46公里  | 库诺·霍夫迈斯特（Cuno Hoffmeister,1892–1968），德国天文学家。 |
| Hogg         | 霍格         | 38.39公里  | 亚瑟·罗伯特·霍格（Arthur Robert Hogg,1903–1966），澳大利亚物理和天文学家。 |
| Hogg         | 霍格         | 38.39公里  | 弗兰克·斯科特·霍格（Frank Scott Hogg,1904–1951），加拿大天文学家。 |
| Hohmann      | 霍曼陨石坑   | 16.81公里  | 瓦尔特·霍曼（Walter Hohmann,1880–1945），德国工程师。 |
| Holden       | 霍顿         | 47.6公里   | 爱德华·辛格登·霍顿（Edward Singleton Holden,1846–1914），美国天文学家，加州大学第五任校长。                                                                                          |
| Holetschek   | 霍勒谢克     | 37.77公里  | 约翰·霍勒切克（Johann Holetschek,1846–1923），奥地利天文学家。 |
| Hommel       | 霍梅尔       | 113.6公里  | 约翰·霍梅尔（Johann Hommel,1518–1562），德国天文学家和数学家。 |
| Hooke        | 胡克         | 34.35公里  | 罗伯特·胡克（Robert Hooke,1635–1703），英国博物学家、发明家暨百科全书编纂者。 |
| Hopmann      | 霍普曼       | 87.84公里  | 约瑟夫·霍普曼（Josef Hopmann,1890–1975），德国天文学家。1931年至1932年，他和黑里贝特·施内勒尔共同发现毕宿柱二（御夫座ζ）实际是一双星系统。                                           |
| Hornsby      | 霍恩斯比     | 2.85公里   | 托马斯·霍恩斯比（Thomas Hornsby,1733–1810），英国天文学家和数学家。 |
| Horrebow     | 赫瑞鲍       | 24.98公里  | 彼泽·霍勒博乌（Peder Horrebow,1679–1764），丹麦天文学家。 |
| Horrocks     | 霍罗克斯     | 29.65公里  | 杰里迈亚·霍罗克斯（Jeremiah Horrocks,1619–1641），英国天文学家。 |
| Hortensius   | 霍尔登修     | 14.16公里  | 马丁·范登霍夫（Martin van den Hove,1605–1639），荷兰天文学家和数学家。 |
| Houssay      | 奥赛         | 31.41公里  | 贝尔纳多·阿尔韦托·奥赛（Bernardo Houssay,1887–1971），阿根廷医生，1947年获诺贝尔生理学或医学奖。                                                                                     |
| Houtermans   | 豪特曼斯     | 42.68公里  | 弗里茨·豪特曼斯（Fritz Houtermans,1903–1966），德国核物理学家。 |
| Houzeau      | 乌佐         | 76.84公里  | 让-夏尔·乌佐（Jean Charles Houzeau,1820–1888），比利时天文学家和记者。 |
| Hubble       | 哈勃         | 81.84公里  | 埃德温·鲍威尔·哈勃（Edwin Powell Hubble,1889–1953），美国著名的天文学家。 |
| Huggins      | 哈金斯       | 65.79公里  | 威廉·哈金斯爵士（Sir William Huggins,1824–1910），英国天文学家，光谱学先驱。 |
| Humason      | 赫马森       | 4.34公里   | 米尔顿·拉塞尔·赫马森（Milton Lasell Humason,1891–1972），美国天文学家。 |
| Humboldt     | 洪堡         | 199.46公里 | 威廉·冯·洪堡（Wilhelm von Humboldt,1767–1835），德国学者、政治家和柏林洪堡大学的创始者。                                                                                             |
| Hume         | 休谟         | 22.3公里   | 大卫·休谟（David Hume,1711–1776），苏格兰的哲学家、经济学家和历史学家。 |
| Husband      | 赫斯本德     | 31.26公里  | 里克·赫斯本德（Rick Husband,1957–2003），美国宇航员，哥伦比亚号航天飞机指令长，罹难于航天飞机爆炸解体。                                                                              |
| Hutton       | 赫顿         | 45.17公里  | 詹姆斯·赫顿（James Hutton,1726–1797），苏格兰地质学家、医生、博物学家、化学家和实验农场主。                                                                                          |
| Huxley       | 赫胥黎       | 3.48公里   | 托马斯·亨利·赫胥黎（Thomas Henry Huxley,1825–1895），英国著名生物学家。 |
| Hyginus      | 许癸努斯     | 8.7公里    | 盖乌斯·尤利乌斯·许癸努斯（Gaius Julius Hyginus,活跃于公元前一世纪），拉丁作家，其著作对研究古希腊神话具有重要意义。                                                                  |
| Hypatia      | 希帕提娅     | 38.82公里  | 亚历山大的希帕提娅（Hypatia of Alexandria,未知-公元415年），希腊化古埃及新柏拉图主义学者，女哲学家、数学家、天文学家、占星学家及教师。                                               |

## I
| 拉丁名称    | 中文名称    | 直径      | 名称由来 |
| ----------- | ----------- | --------- | --- |
| Ian         | 伊恩        | 1.51公里  | 苏格兰男性名“伊恩”（Ian） |
| Ibn Bajja   | 伊本·巴哲   | 11.98公里 | 伊本·巴哲（ibn Bajja,1095–1138），中世纪阿拉伯帝国安达卢西亚的穆斯林天文、逻辑、音乐、哲学、内科医生、物理、心理学家、诗人和自然科学家。 |
| Ibn Battuta | 伊本·白图泰 | 11.51公里 | 伊本·白图泰（ibn Battutah,1304–1377），摩洛哥穆斯林学者，大旅行家。                                                                      |
| Ibn Firnas  | 伊本·弗纳斯 | 88.29公里 | 阿巴斯·伊本·菲尔纳斯（Abbas ibn Firnas,未知-大约公元887年），安达卢西亚发明家、医生、工程师、音乐家和阿拉伯诗人。                        |
| Ibn Yunus   | 伊本·尤努斯 | 59.69公里 | 伊本·尤努斯（ibn Yunus,950-1009），法蒂玛王朝最著名的天文学家。                                                                          |
| Ibn-Rushd   | 伊本·鲁世德 | 31.08公里 | 伊本·鲁世德（ibn Rushd,1126–1198)，著名的伊斯兰哲学家和医生，伊斯兰教法、伊斯兰数学和伊斯兰医学的重要学者。                              |
| Icarus      | 伊卡洛斯    | 93.73公里 | 伊卡洛斯（Icarus），希腊神话中代达罗斯的儿子，逃离克里特岛时，双翼遭太阳溶化跌落水中丧生。                                               |
| Ideler      | 伊德勒      | 37.77公里 | 克里斯蒂安·路德维格·伊德勒（Christian Ludwig Ideler,1766–1846），德国年代学家和天文学家。                                                |
| Idelʹson    | 艾德尔森    | 59.82公里 | 瑙姆·伊里奇·艾德尔森（Naum Ilʹich Idelʹson,1885–1951)，蘇聯天體物理學家、物理及數學史專家。                                              |
| Igor        | 伊戈尔      | 0.1公里   | 俄语男性名“伊戈尔”（Игорь） |
| Ilʹin       | 伊林        | 12.42公里 | 尼古拉·雅科夫列维奇·伊林（Nikolaj Yakovlevich Ilʹin,1901–1937），苏联火箭技术先驱之一。                                                  |
| Ina         | 艾娜        | 2.98公里  | 拉丁语女性名“伊娜”（Ina） |
| Ingalls     | 英戈尔斯    | 37.23公里 | 阿尔伯特·格雷厄姆·英戈尔斯（Albert Graham Ingalls,1888–1958），美国科学杂志编辑和业余天文学家。                                          |
| Inghirami   | 因吉拉米    | 94.6公里  | 乔瓦尼·因吉拉米（Giovanni Inghirami,1779–1851），意大利天文学家。                                                                        |
| Innes       | 英尼斯      | 42.83公里 | 罗伯特·因尼斯（Robert Innes,1861–1933），苏格兰天文学家，1915年发现了比邻星及众多双星。                                                  |
| Ioffe       | 约费        | 83.95公里 | 阿布拉姆·费奥多罗维奇·约费（Abram Fedorovich Ioffe,1880–1960），俄罗斯/前苏联物理学家。                                                  |
| Isabel      | 伊莎贝尔    | 1.22公里  | 西班牙女性名“伊莎贝尔”（Isabel） |
| Isaev       | 伊萨耶夫    | 94.1公里  | 阿列克谢·米哈伊洛维奇·伊萨耶夫（Aleksei Mihailovich Isaev,1908–1971），俄罗斯火箭工程师。                                                |
| Isidorus    | 依西多禄    | 41.39公里 | 塞维利亚的圣依西多禄（St.Isidore of Seville,大约公元570年-636年），西班牙6世纪末7世纪初教会圣人，神学家。                                |
| Isis        | 伊西斯      | 0.61公里  | 伊西斯（Isis），古埃及神话中的女神。 |
| Ivan        | 伊凡        | 3.84公里  | 俄语男性名“伊万”（Иван） |
| Izsak       | 伊扎克      | 30.83公里 | 伊扎克·伊姆雷·久洛（Izsák Imre Gyula,1929–1965），匈牙利数学家，物理学家，天文学家和天体力学。                                           |

## J
| 拉丁名称      | 中文名称      | 直径       | 名称由来 |
| ------------- | ------------- | ---------- | --- |
| J. Herschel   | 约·赫歇尔     | 154.44公里 | 约翰·赫歇尔（John Herschel,1792–1871），英国著名天文家、数学及化学家和摄影师，天文学家威廉·赫歇尔之子。             |
| Jackson       | 杰克逊        | 71.38公里  | 约翰·杰克逊（John Jackson,1887–1958），苏格兰天文学家。                                                             |
| Jacobi        | 雅可比        | 66.28公里  | 卡尔·古斯塔夫·雅各布·雅可比（Karl Gustav Jacob Jacobi,1804–1851），普鲁士数学家。                                   |
| Jansen        | 扬松          | 24.21公里  | 扎哈里亚斯·扬森（Zacharias Jansen,1580-大约公元1638年），来自米德尔堡与首架光学望远镜发明有关的荷兰眼镜制造者。     |
| Jansky        | 央斯基        | 73.77公里  | 卡尔·央斯基（Karl Jansky,1905–1950），美国无线电工程师，也是无线电天文学先驱。                                      |
| Janssen       | 让桑          | 200.65公里 | 皮埃尔·让森（Pierre Janssen,1824–1907），法国天文学家，氦元素的发现者。                                             |
| Jarvis        | 贾维斯        | 41.22公里  | 格里高利·布鲁斯·贾维斯（Gregory Bruce Jarvis,1944–1986），美国宇航员，1986年1月28日挑战者航天飞机爆炸中殉职。       |
| Jeans         | 金斯          | 81.13公里  | 詹姆士·霍普伍德·金斯爵士（Sir James Hopwood Jeans,1877–1946），英国物理学家、天文学家、数学家。                     |
| Jehan         | 洁罕          | 4.46公里   | 土耳其女性名 |
| Jenkins       | 詹金斯        | 37.77公里  | 路易斯·弗里兰·詹金斯（Louise Freeland Jenkins,1888–1970），美国天文学家。                                           |
| Jenner        | 詹纳          | 73.66公里  | 爱德华·詹纳（Edward Jenner,1749–1823），英国医生，疫苗之父。                                                        |
| Jerik         | 杰里克        | 0.63公里   | 斯堪的纳维亚男性名                                                                                                  |
| Joliot        | 约里奥        | 172.79公里 | 让·弗雷德里克·约里奥-居里（Jean Frédéric Joliot-Curie,1900–1958），法国物理学家和诺贝尔化学奖得主，居里夫人的女婿。 |
| Jomo          | 乔莫          | 7.36公里   | 非洲男性名 |
| José          | 何塞          | 1.22公里   | 西班牙男性名 |
| Joule         | 焦耳          | 97.52公里  | 詹姆斯·普雷斯科特·焦耳（James Prescott Joule,1818–1889），英国物理学家，发现热和功的转换关系，得出能量守恒定律。    |
| Joy           | 乔伊          | 5.12公里   | 阿尔弗雷德·哈里逊·乔伊（Alfred Harrison Joy,1882–1973），美国天文学家。                                             |
| Jules Verne   | 儒勒·凡尔纳   | 145.54公里 | 儒勒·凡尔纳（Jules Verne,1828–1905），法国小说家、博物学家，科普作家。                                              |
| Julienne      | 朱莉安        | 1.8公里    | 法语女性名“朱利安娜”（Julienne）                                                                                    |
| Julius Caesar | 尤利乌斯·凯撒 | 84.72公里  | 盖乌斯·尤利乌斯·凯撒（Julius Caesar,大约公元前102年-前44年），罗马共和国末期的军事统帅、政治家。                    |

## K
| 拉丁名称         | 中文名称       | 直径       | 名称由来 |
| ---------------- | -------------- | ---------- | --- |
| Kaiser           | 凯瑟           | 53.15公里  | 弗雷德里克·凯泽（Frederik Kaiser，1808–1872），荷兰天文学家。 |
| Kamerlingh Onnes | 卡末林·昂内斯  | 70.03公里  | 海克·卡末林·昂内斯（Heike Kamerlingh Onnes,1853–1926），荷兰物理学家，超导现象发现者。                                                                                            |
| Kane             | 凯恩           | 54.96公里  | 伊莱莎·肯特·凯恩(Elisha Kent Kane,1820–1857），美国探险家。 |
| Kant             | 康德           | 30.85公里  | 伊曼努尔·康德（Immanuel Kant,1724–1804），德意志哲学家，德国古典哲学创始人。 |
| Kao              | 高平子         | 34.54公里  | 高平子（Ping-Tse Kao,1888–1970），中国现代天文学奠基者之一。 |
| Kapteyn          | 卡普坦         | 48.65公里  | 雅各布斯·卡普坦（Jacobus Kapteyn,1851–1922），荷兰著名天文学家。 |
| Karima           | 卡里玛         | 3.05公里   | 阿拉伯女性名 |
| Karpinskiy       | 卡尔平斯基     | 91.4公里   | 亚历山大·彼得罗维奇·卡尔平斯基（Alexander Petrovich Karpinsky,1846–1936），著名俄罗斯/苏联地质和矿物学家。                                                                        |
| Karrer           | 卡勒           | 55.56公里  | 保罗·卡勒（Paul Karrer,1889–1971），瑞士化学家，1937年获诺贝尔化学奖。 |
| Kasper           | 卡斯帕         | 12.39公里  | 波兰男性名“卡斯珀”（Kasper） |
| Kästner          | 克斯特纳       | 116.07公里 | 亚伯拉罕·戈特黑尔夫·克斯特纳（Abraham Gotthelf Kästner,1719–1800），德国数学家和讽刺诗人。                                                                                        |
| Katchalsky       | 卡恰尔斯基     | 32.3公里   | 阿哈龙·卡齐尔-卡恰尔斯基（Aharon Katzir-Katchalsky,1914–1972），以色列生物学先驱。                                                                                                |
| Kathleen         | 凯瑟琳         | 5.37公里   | 爱尔兰女性名“凯瑟琳”（Kathleen） |
| Kearons          | 基容           | 27.99公里  | 威廉·梅布里克·基容（William Maybrick Kearons，1878–1948），马萨诸塞州福尔里弗圣路加圣公会教堂牧师，美国业余天文学家。                                                             |
| Keeler           | 基勒           | 158.07公里 | 詹姆士·愛德華·凱勒（James Edward Keeler,1857–1900），美国天文学家。 |
| Kekulé           | 凯库勒         | 94.22公里  | 奥古斯特·凯库勒（August Kekulé,1829–1896），德国有机化学家。 |
| Keldysh          | 克尔德什       | 32.75公里  | 姆斯季斯拉夫·弗谢沃洛多维奇·克尔德什（Mstislav Vsevolodovich Keldysh,1911–1978），苏联数学和力学领域科学家，苏科学院院士。                                                        |
| Kepinski         | 凯宾斯基       | 31.67公里  | 费利茨扬·肯平斯基（Felicjan Kępiński,1885–1966），波兰天文学家。 |
| Kepler           | 开普勒         | 29.49公里  | 约翰内斯·开普勒（Johannes Kepler,1571–1630），德国天文学家、数学家。 |
| Khvolʹson        | 赫沃尔松       | 55.88公里  | 奥列斯特·达尼洛维奇·赫沃尔松（Orest Daniilovich Khvolʹson,1852–1934），俄罗斯物理学家和苏联科学院荣誉会员。                                                                       |
| Kibalʹchich      | 基巴利契奇     | 91.67公里  | 尼古拉·伊万诺维奇·基巴利契奇（Nikolaj Ivanovich Kibalʹchich,1853–1881），俄国革命者，火箭先驱。                                                                                   |
| Kidinnu          | 基丁努         | 55.1公里   | 基丁努（Kidinnu,未知-大约公元前343年），巴比伦天文学家和数学家。 |
| Kies             | 基斯           | 45.54公里  | 约翰·基斯（Johann Kies,1713–1781)德国天文和数学家。 |
| Kiess            | 凯伊士         | 67.79公里  | 卡尔·克拉伦斯·凯伊士（Carl Clarence Kiess,1887–1967），美国天文学家，主要贡献是对太阳和恒星光谱的研究。                                                                           |
| Kimura           | 木村           | 27.44公里  | 木村荣（Kimura Hisashi,1870–1943），日本天文学家。 |
| Kinau            | 基瑙           | 41.87公里  | 阿道夫·戈特弗里德·基瑙（Adolph Gottfried Kinau,1814–1887），德国新教牧师和天文学家。                                                                                              |
| King             | 金             | 76.21公里  | 阿瑟·斯科特·金（Arthur Scott King,1876–1957），美国物理学家和天体物理学家。 |
| King             | 金             | 76.21公里  | 爱德华·斯金纳·金（Edward Skinner King,1861–1931），美国天文学家。 |
| Kira             | 基拉           | 6.81公里   | 俄语女性名“基拉”（Кира） |
| Kirch            | 基尔希         | 11.71公里  | 戈特弗里德·基尔希（Gottfried Kirch,1639–1710），德国天文学家。 |
| Kircher          | 基歇尔         | 71.2公里   | 阿塔纳修斯·基歇尔（Athanasius Kircher,1601–1680），17世纪德国耶稣会成员和通才。                                                                                                   |
| Kirchhoff        | 基尔霍夫       | 24.38公里  | 古斯塔夫·基尔霍夫（Gustav Kirchhoff,1824–1887），德国物理学家。 |
| Kirkwood         | 柯克伍德       | 68.12公里  | 丹尼尔·柯克伍德（Daniel Kirkwood,1814–1895），美国天文学家。 |
| Klaproth         | 克拉普罗特     | 121.37公里 | 马丁·海因里希·克拉普罗特（Martin Heinrich Klaproth,1743–1817），德国化学家，发现了铀、锆和铈元素。                                                                                |
| Klein            | 克莱恩         | 43.47公里  | 赫尔曼·约瑟夫·克莱因（Hermann Joseph Klein,1844–1914），德国天文学家、作家和教授。                                                                                                |
| Kleymenov        | 科雷米诺夫     | 55.98公里  | 伊万·捷连季耶维奇·克列伊梅诺夫（Ivan Terentyevich Kleymenov,1898–1938），苏联科学家，苏联火箭技术的奠基人之一。                                                                   |
| Klute            | 克卢特         | 77.47公里  | 丹尼尔·克卢特（Daniel Klute,1921–1964），美国火箭科学家和化学工程师。 |
| Knox-Shaw        | 诺克斯-肖      | 13.44公里  | 哈罗德·诺克斯-肖（Harold Knox-Shaw,1885–1970），英国天文学家。 |
| Koch             | 科赫           | 94.7公里   | 罗伯特·科赫（Robert Koch,1843–1910），德国医师兼微生物学家，发现了炭疽杆菌、结核杆菌和霍乱弧菌，1905年获诺贝尔生理学或医学奖。                                                    |
| Kocher           | 科赫尔         | 24.03公里  | 埃米尔·特奥多尔·科赫尔（Emil Theodor Kocher,1841–1917），瑞士科学家。1909年因对甲状腺治疗、生理学与病理学研究而获诺贝尔生理学或医学奖。                                           |
| Kohlschütter     | 科尔许特       | 56.25公里  | 恩斯特·科尔许特（Arnold Kohlschütter,1883–1969），德国天文学家和天体物理学家。 |
| Kolhörster       | 科尔霍斯特     | 78.78公里  | 韦纳·科尔赫斯特（Werner Kolhörster,1887–1946），德国物理学家以及宇宙射线研究领域的先驱。                                                                                          |
| Kolya            | 柯里亚         | 0.1里      | 科利亚（Коля），俄语名“尼古拉”（Никола）的昵称。 |
| Komarov          | 科马罗夫       | 80.43公里  | 弗拉基米尔·米哈伊洛维奇·科马罗夫（Vladimir Mikhaylovich Komarov,1927–1967），前苏联首位航天遇难的宇航员。                                                                         |
| Kondratyuk       | 孔德拉秋克     | 97.97公里  | 尤里·瓦西里耶维奇·孔德拉秋克（Yurij Vasilievich Kondratyuk,1897–1942），乌克兰裔沙俄及苏联时期工程师和数学家。太空工程与航天学先驱、理论家及具有远见卓识的学者。                  |
| König            | 柯尼希         | 22.86公里  | 鲁道夫·柯尼希（Rudolf König,1865–1927），奥地利商人，业余天文学家和月面学家。 |
| Konoplev         | 科诺普廖夫     | 27.67公里  | 鲍里斯·米哈伊洛维奇·科诺普廖夫（Boris Mikhailovich Konoplev,1912–1960），苏联科学家，洲际弹道导弹控制系统领域的专家和首席设计师，曾被授予斯大林奖。                               |
| Konstantinov     | 康斯坦丁诺夫   | 68.08公里  | 康斯坦丁·伊万诺维奇·康斯坦丁诺夫（Konstantin Ivanovich Konstantinov,1817–1871），俄罗斯炮兵军官和火炮、火箭和仪表制造等领域的科学家。                                             |
| Kopff            | 科普夫         | 40.49公里  | 奥古斯特·科普夫 (August Kopff,1882–1960），德国天文学家。 |
| Korolev          | 科罗廖夫       | 423.41公里 | 谢尔盖·帕夫洛维奇·科罗廖夫（Sergei Pavlovich Korolev,1906–1966），苏联火箭工程师，20世纪航天事业的先驱之一。                                                                      |
| Kosberg          | 科斯贝克       | 14.63公里  | 谢苗·阿利耶维奇·科斯贝格（Semyon Ariyevich Kosberg,1903–1965），苏联犹太工程师，飞机和火箭发动机领域专家。                                                                        |
| Kostinskiy       | 科斯京斯基     | 67.91公里  | 谢尔盖·康斯坦丁诺维奇·科斯京斯基（Sergei Konstantinovich Kostinsky,1867–1937），俄罗斯和苏联的天文学家，国家天文摄影社创始人，1915年苏联科学院通讯院士。                          |
| Kostya           | 科什焦         | 0.2公里    | 科斯佳（Костя），俄语名“康斯坦丁”（Константин）的昵称。 |
| Kovalʹskiy       | 科瓦斯基       | 44.97公里  | 马里安·阿尔贝托维奇·科瓦尔斯基（Marian Albertovich Kovalʹskiy,1821–1884），波兰血统的俄罗斯天文学家，1862年圣彼得堡科学院通讯院士。                                               |
| Kovalevskaya     | 柯瓦列夫斯卡娅 | 113.71公里 | 索菲娅·瓦西里耶夫娜·柯瓦列夫斯卡娅（Sofya Vasilyevna Kovalevskaya,1850–1891），俄国女数学家。                                                                                     |
| Kozyrev          | 科济列夫       | 59.35公里  | 尼古拉·亚历山德罗维奇·科济列夫（Nikolay Alexandrovich Kozyrev,1908–1983)苏联/俄罗斯天文学家。                                                                                     |
| Krafft           | 克拉夫特       | 51.15公里  | 沃尔夫冈·路德维希·克拉夫特（Wolfgang Ludwig Krafft,1743–1814），德国天文学家和物理学家。                                                                                          |
| Kramarov         | 克拉马罗夫     | 21.05公里  | 格里戈里·莫伊谢耶维奇·克拉马罗夫（Grigory Moiseevich Kramarov,1887–1970），苏联早期太空探索的推动者.                                                                              |
| Kramers          | 克拉默斯       | 61.59公里  | 汉斯·克喇末（Hans Kramers,1894–1952），荷兰物理学家。 |
| Krasnov          | 克拉斯诺夫     | 41.17公里  | 亚历山大·瓦西里耶维奇·克拉斯诺夫（Aleksandr Vasilievich Krasnov，1866–1907），俄罗斯天文学家，华沙大学天文和大地测量系教授。                                                      |
| Krasovskiy       | 克拉索夫斯基   | 61.67公里  | 费奥多西·尼古拉耶维奇·克拉索夫斯基（Feodosiy Nikolaevich Krasovskiy,1878–1948），苏联天文学家，测量师，苏联科学院数学部通讯院士。1940年在他的领导下确定了地球的参考椭球体的尺寸。 |
| Kreiken          | 克雷伊肯       | 29.37公里  | 埃格伯特·阿德里安·克赖肯（Edberg Adrian Kreiken,1896–1964），荷兰教师和天文学家。                                                                                                 |
| Krieger          | 克里格         | 22.87公里  | 约翰·内波穆克·克里格（Johann Nepomuk Krieger,1865–1902），德国制图员和月面学家。                                                                                                  |
| Krogh            | 克罗           | 19.17公里  | 沙克·奥古斯特·史丁伯格·克罗（Schack August Steenberg Krogh,1874–1949），哥本哈根大学动物生理学系的教授，生理学领域中众多研究奠基者之一。                                          |
| Krusenstern      | 克鲁森施滕     | 46.44公里  | 亚当·约翰·冯·克鲁森施滕（Adam Johann von Krusenstern,1770–1846），德国波罗的海海军上将和探险家。                                                                                  |
| Krylov           | 克雷洛夫       | 49.83公里  | 阿列克谢·尼古拉耶维奇·克雷洛夫（Aleksey Nikolaevich Krylov,1863–1945），俄罗斯海军工程师。                                                                                        |
| Kugler           | 库格勒         | 65.87公里  | 弗朗茨·克萨韦尔·库格勒（Franz Xaver Kugler,1862–1929），德国化学、数学家和亚述学家，耶稣教神父。                                                                                  |
| Kuhn             | 库恩           | 16.61公里  | 里夏德·库恩（Richard Kuhn,1900–1967），奥地利裔德国化学家，1938年获诺贝尔化学奖。                                                                                                 |
| Kuiper           | 柯伊伯         | 6.28公里   | 杰拉德·彼得·柯伊伯（Gerard Peter Kuiper,1905–1973），荷裔美籍的天文学家。 |
| Kulik            | 库利克         | 60.46公里  | 列昂尼德·阿列克谢耶维奇·库利克（Leonid Alekseevich Kulik,1883–1942），前苏联矿物及陨石研究领域专家，首位调查通古斯大爆炸的科学家。                                                |
| Kundt            | 孔特           | 10.31公里  | 奥古斯特·孔脱（August Kundt,1839–1894），德国物理学家。 |
| Kunowsky         | 库诺夫斯基     | 18.27公里  | 格奥尔格·卡尔·弗里德里希·库诺夫斯基（Georg Karl Friedrich Kunowsky,1786–1846），德国律师。                                                                                        |
| Kuo Shou Ching   | 郭守敬         | 33.48公里  | 郭守敬（1231–1316），中国元朝的天文学家、数学家和水利学家。 |
| Kurchatov        | 库尔恰托夫     | 110.96公里 | 伊戈尔·瓦西里耶维奇·库尔恰托夫（Igorʹ Vasilʹevich Kurchatov,1903–1960），苏联核物理学家。                                                                                         |